# 中津日田道路
中津日田道路（日语：中津日田道路），是一條連接定留IC與耶馬溪山移IC的公路（地域高規格道路）。在1994年12月成為計畫路線。現時只有部分區間開通。

## 道路區間

### 中津港線1
- 調査區間 2.5km

由起點中津港至大分縣道23號中津高田線之間。

### 中津港線2
- 起點 : 大分縣中津市大字定留
- 終點 : 大分縣中津市大字犬丸
- 長度 : 1.5km
- 規格 : 第1種3級
- 設計速度 : 80km/h
- 行車線 : 4條（暫定2車線）
- 道路寬道 : 20.5m（暫定14.0m）

由中津高田線至國道213號之間。在2000年開始興建。在2009年3月20日，以自動車専用道路暫定2車線型式啟用。

### 中津道路
- 起點 : 大分縣中津市大字犬丸
- 終點 : 大分縣中津市大字伊藤田
- 長度 : 2.1km
- 規格 : 第1種3級
- 設計速度 : 80km/h
- 行車線 : 4條（暫定2車線）
- 道路寬道 : 20.5m（暫定14.0m）

由國道213號至國道10號之間。在2009年3月20日，以自動車専用道路暫定2車線型式啟用。

### 中津三光道路
- 起點 : 大分縣中津市大字伊藤田
- 終點 : 大分縣中津市三光西秣
- 長度 : 2.1km
- 行車線 : 2條
- 道路寬道 : 10.5m

在2006年開始興建。此區間會連接東九州自動車道，在2015年開通。

### 三光本耶馬溪道路
- 起點 : 大分縣中津市三光西秣
- 終點 : 大分縣中津市本耶馬溪町落合
- 長度 : 12.8km
- 規格 : 第1種第3級
- 設計速度 : 80km/h
- 行車線 : 2條
- 道路寬道 : 12.0m

在2007年開始興建。中津交流道至田口交流道間於2019年3月3日通車。

### 本耶馬渓耶馬溪道路
- 起點 : 中津市本耶馬渓町落合
- 終點 : 中津市耶馬溪町大字山移
- 長度 : 5.0km
- 規格 : 第1種第3級
- 設計速度:80km/h
- 行車線 : 4條（暫定2車線）
- 道路寬道 : 20.5m（暫定14.0m）

在1996年開始興建。在2012年3月31日開通。

### 耶馬溪道路
- 起點：中津市耶馬溪町大字山移（耶馬溪山移IC）
- 終點：中津市耶馬溪町大字大島
- 長度 : 5.0km

在2008年開始興建。在2021年2月28日開通。

### 耶馬溪山國道路、山國日田道路
- 計畫中

## 設施

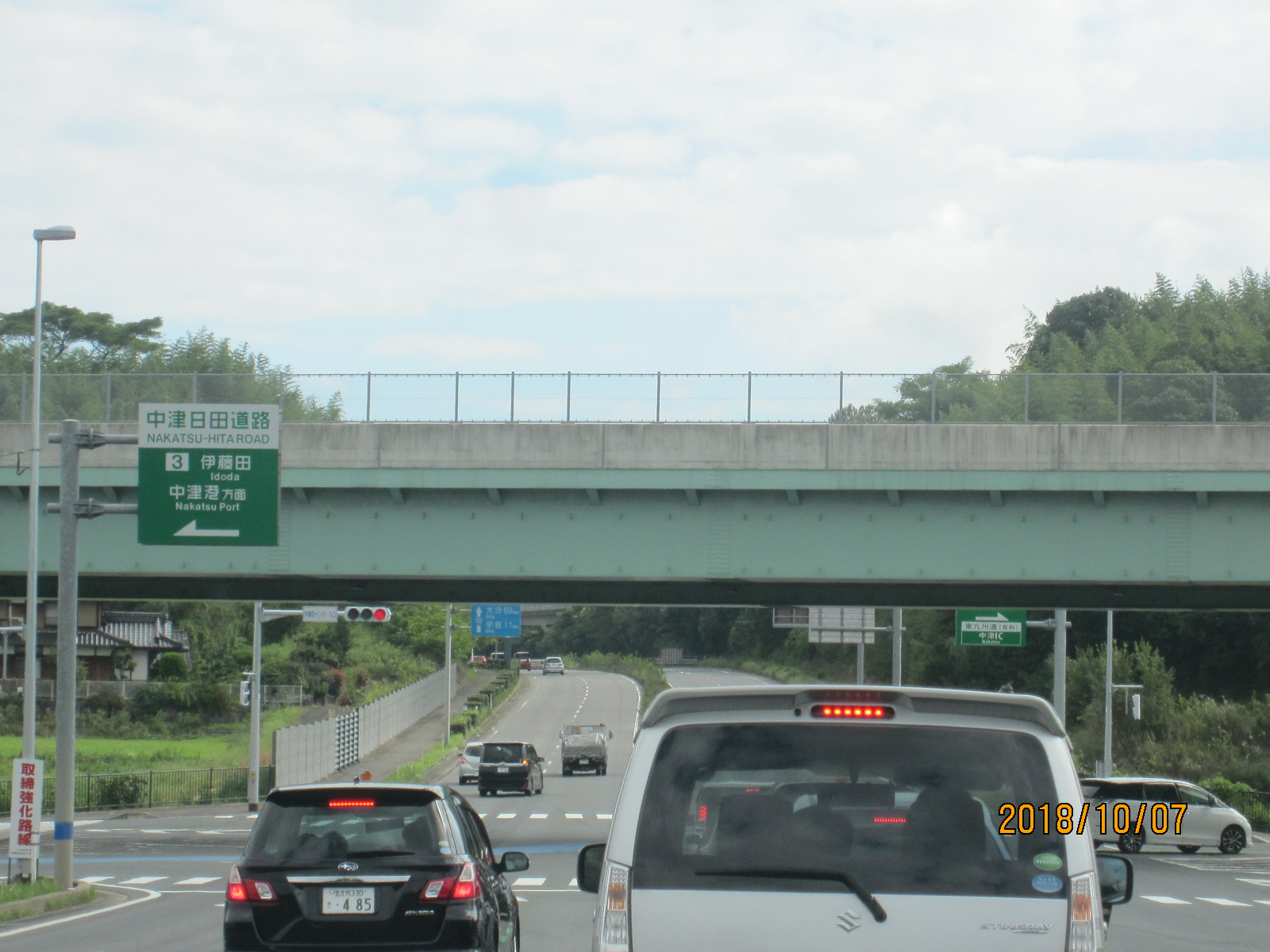
伊藤田IC入口。

- 設施欄背景色■為未通車區間與未啟用設施，未通車區間之名稱為暫稱。

| IC編號         | 施設名             | 連接路線名                  | 自起點 距離(km) | 備註       | 所在地 | 所在地 |
| -------------- | ------------------ | --------------------------- | --------------- | ---------- | ------ | ------ |
| 計畫中往中津港 |                    |                             |                 |            |        |        |
| 1              | 定留IC             | 大分縣道23號中津高田線      | 0.0             |            | 大分縣 | 中津市 |
| 2              | 犬丸IC             | 國道213號                   | 1.5             |            | 大分縣 | 中津市 |
| 3              | 伊藤田IC           | 國道10號（中津繞道）        | 3.6             |            | 大分縣 | 中津市 |
| 4              | 三光下秣IC         | 大分縣道664號圓座中津線     | ?               |            | 大分縣 | 中津市 |
| 5              | 中津IC             | 東九州自動車道              | 6.5             |            | 大分縣 | 中津市 |
| 6              | 田口IC             | 大分縣道697號澀見成恒中津線 | 9.3             |            | 大分縣 | 中津市 |
|                | 青之洞門・羅漢寺IC | 國道500號                   | 14.6            | 計畫建設中 | 大分縣 | 中津市 |
| 8              | 本耶馬溪IC         | 大分縣道667號落合齊藤線     | 19.3            |            | 大分縣 | 中津市 |
| 9              | 耶馬溪山移IC       | 大分縣道28號森耶馬溪線      | 24.3            |            |        |        |
| 10             | 下鄉平交路口       | 國道212號                   | 24.3            |            |        |        |
| 計畫中往日田市 |                    |                             |                 |            |        |        |

## 外部連結
- 大分縣 中津土木事務所（页面存档备份，存于）
  - 中津日田道路概要（页面存档备份，存于）
- 國土交通省 九州地方整備局 大分河川國道事務所（页面存档备份，存于）